# Bachem Ba 349
Bachem Ba 349 — німецький літак-перехоплювач з ракетним двигуном завершального етапу Другої світової війни. Був спроєктований 1944/45 для проєкту «Natter» (Вуж) інженером Еріхом Бахемом. У деяких виданнях Bachem Ba 349 вважають пілотованою ракетою через старт у вертикальному положенні за допомогою ракетних моторів і відсутність засобів для використання посадкової смуги.

## Історія
Для ефективної протидії часто варварським бомбардуванням союзників індустріальних центрів і міст Люфтваффе з 1944 почало розробляти нові типи літаків. СС перебрало на себе усі розробки Зброї відплати, зокрема у розробці літальних засобів, що не потребували злітно-посадкової смуги, яку могла пошкодити авіація ворога. За проєктом «Natter» навколо індустріальних центрів, міст розміщувались перехоплювачі з вертикальним зльотом. Розрахунки нового перехоплювача виконали наукові працівники технічного інституту Аахену під керівництвом професора Вільгельма Фукса за допомогою найбільшої аналогової обчислювальної машини. Аеродинамічні дослідження провели у Німецькому дослідному центрі (DVL) у Брауншвейгу. Конструктором став Еріх Бахем, до того відомий винаходом і розробкою житлових трейлерів, які випускала компанія з виробництва планерів.

### Конструкція

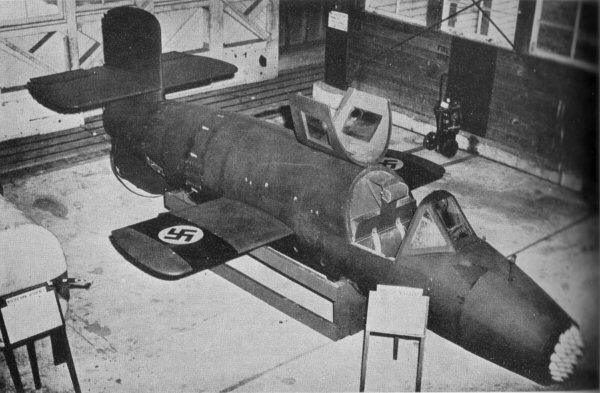
Bachem Ba 349 у Фарнборо. 1946

Bachem Ba 349 був літальним апаратом вертикального злету з рідинним ракетним двигуном і чотирма твердопаливними ракетними прискорювачами. Для старту необхідна була стартова рампа, що утримувала апарат у заданому положенні. Його корпус виготовляли з фанери, запаси якої були достатніми у Третьому Райху. Після старту за допомогою автопілоту (10 с) він за 1 хвилину досягав висоти 11 000 м, де пілот брав управління і повинен був на швидкості до 1000 км/год атакувати ворожі бомбардувальники некерованими ракетами, що розміщувались у носовій частині. Після завершення місії (перший ракетний двигун працював 70 с) пілот відстрілював передню частину і стрибав з парашутом. Задня частина з ракетним двигуном також опускалась на землю на парашуті. Польотний час Ba 349 A з двигуном Walter HWK 109-509 A-2 становив 2 хв., і 4,5 хв у Ba 349 B після заміни двигуна на Walter HWK 109—509 D-1.
Було збудовано 30 Bachem Ba 349. 18 застосовували у безпілотних випробуваннях, 2 розбились (у тому числі у пілотованому польоті), 6 спалили після завершення війни, 4 дістались військовим США.

### Випробовування

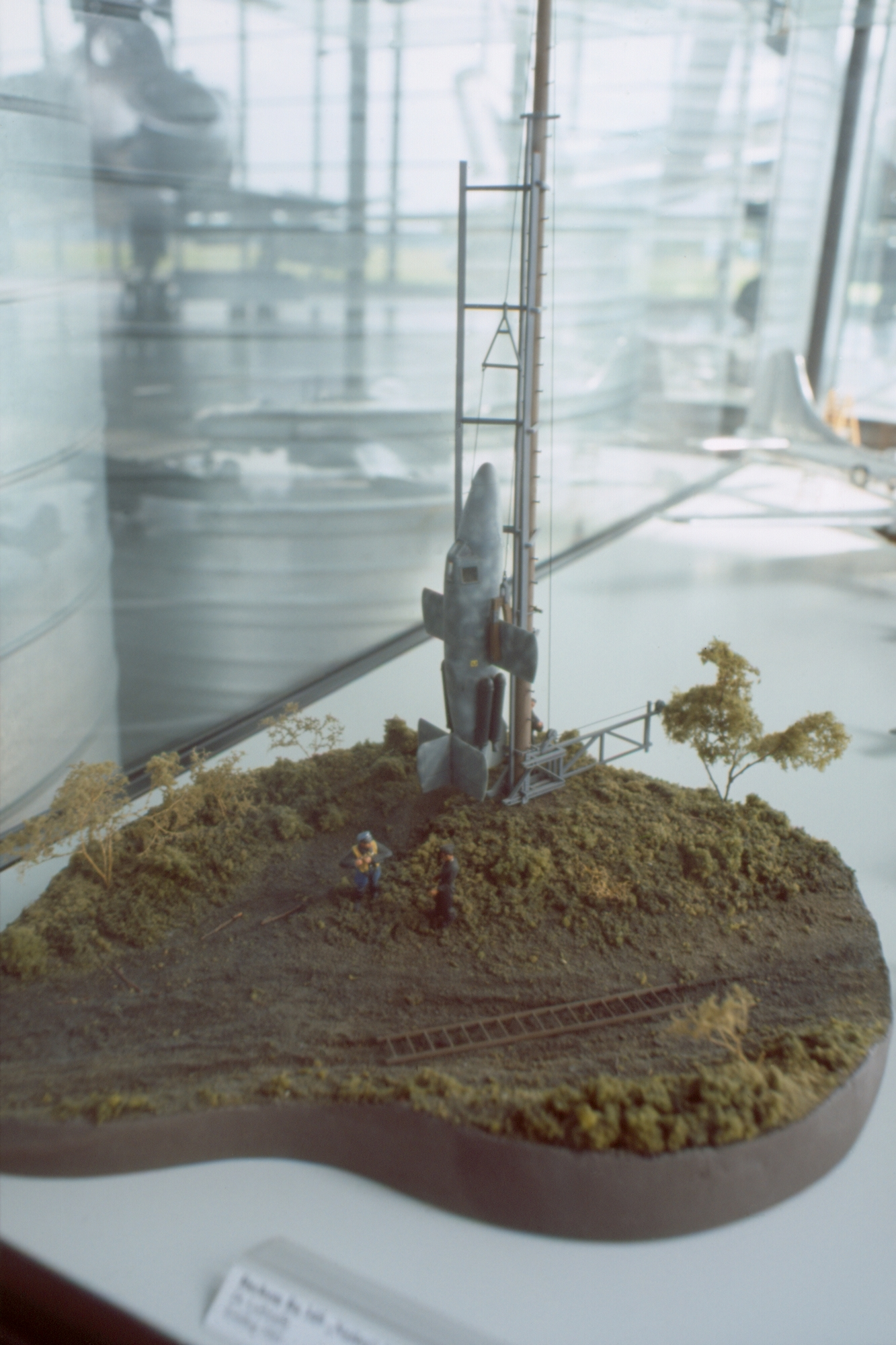
Модель стартової рампи

Схема Bachem Ba 349a Natter

3 листопада 1944 Heinkel He 111 замість планера підняв на висоту 3000 м корпус Ba 349 без двигуна, який при спуску на швидкості 200 км/год показав задовільні аеродинамічні якості. До 27 січня 1945 завершили випробовування різних частин літального засобу, а з 18 грудня 1944 розпочали пробні непілотовані запуски Bachem Ba 349. 14 лютого 1945 провели успішні випробування Ba 349 з двигуном, якого Heinkel He 111 підняв до 5000 м. Тест пілот Людвіг Гоффманн отримав серйозну травму на тренуваннях з парашутних стибків і його замінив Лотар Зібер. Старт відбувся 1 березня 1945. Стрімко стартувавши догори, Bachem Ba 349 розвернувся до землі і вибухнув при ударі о землю. Припускали, що при старті відокремилась передня частина і пілот знепритомнів від удару головою об корпус. Пізніше припускали, що прискорювачі через вібрацію чи погане регулювання могли відхилити на декілька градусів курс польоту. Ще одна пізніша версія полягала в тому, що після запуску ракетного двигуна пілот дезорієнтувався у хмарах, увійшов у піке, а вистрибнути з парашутом йому заборонили по радіо із землі.
Цей старт Bachem Ba 349 також вважають першим у світі стартом пілотованої ракети.